# Bilozirka
Bilozirka (ukrainien : Білозірка) est un village de l'oblast de Ternopil à l'ouest de l'Ukraine. La population est de 1 102 habitants.

## Noms
Au cours de son histoire, le village a connu plusieurs noms : en russe Belozerka, polonais Białozórka, yiddish Bielozorka, Byalozurka, Belozorka.

## Histoire
La première mention de Bilozirka est en 1545.
En 1900, les habitants de la ville de religion juive sont majoritaires et leur nombre s'élève à 1 070 personnes.
En juillet 1941, le village est occupé par les Allemands. Le 28 février 1942, les juifs de la ville sont emprisonnés dans un ghetto et contraints aux travaux forcés. Mi-août 1942, ils sont massacrés lors d'exécutions de masse, seuls 20 survivent à la Shoah.
En mars 2022 il est le lieu de combats lors de la bataille de Mykolaïv.

## Administration
| Période                           | Nom        | District           | Province           | Pays                                       |
| Avant la Première Guerre mondiale | Belozirka  | Kremenets          | Volhynie           | Empire Russe                               |
| Entre-deux- guerres               | Białozórka | Krzemieniec        | Wołyń              | Pologne                                    |
| Après la Seconde Guerre mondiale  | Belozerka  | Kremenetskyi Raion | Oblast de Ternopil | République socialiste soviétique d'Ukraine |
| Depuis 1991                       | Bilozirka  | Lanivtsi Raion     | Oblast de Ternopil | Ukraine                                    |